# Narysov
Narysov är en ort i Tjeckien.   Den ligger i regionen Mellersta Böhmen, i den centrala delen av landet, 60 km sydväst om huvudstaden Prag. Narysov ligger 587 meter över havet och antalet invånare är 218.
Terrängen runt Narysov är platt åt sydost, men åt nordväst är den kuperad. Runt Narysov är det ganska glesbefolkat, med 42 invånare per kvadratkilometer. Närmaste större samhälle är Příbram, 6,1 km nordost om Narysov. Trakten runt Narysov består till största delen av jordbruksmark.